# Шёнфельд (Деммин)
Шёнфельд (нем. Schönfeld) — община в Германии, в земле Мекленбург-Передняя Померания.
Входит в состав района Деммин. Подчиняется управлению Деммин-Ланд. Население составляет 418 человек (на 31 декабря 2010 года). Занимает площадь 16,03 км².
Коммуна подразделяется на 3 сельских округа.